# Los indolentes
Los indolentes és una pel·lícula mexicana del 1979 dirigida per José Estrada, guanyadora de diversos premis, entre ells un Ariel de plata al guió cinematogràfic; narra la història d'una família de latifundistes despullats pel cardenisme, és el retrat de la família Alday; fantasmes i xacres socials que viuen del record de la seva esplendor porfirista, un clan que guarda un fort rancor cap a la Reforma Agrària que ha minvat el seu territori.

## Argument
Situada en l'època dels mandats de Plutarco Elías Calles i Miguel Alemán; narra la història dels Alday que, després de la mort de don Claudio (el cap de la família), veuen acabar-se la classe social a la qual pertanyien (que va tenir la seva esplendor abans de la revolució), lentament per a ser substituïda per una altra que lluita per obtenir una vida més digna.
Després de morir, Don Claudio un terratinent que en època de la revolució jugava a afusellar revoltosos, hereta una vella hisenda que s'enfonsa al seu net Rosendo (Miguel Ángel Ferríz) un adolescent sense educació ni cura que viu només per a la satisfacció dels seus capritxos; en el mateix lloc intenten sobreviure a la seva àvia entretenint els seus últims dies amb els records i la seva mare qui comença a manifestar seriosos principis de desequilibri mental.
Rosendo no ha heretat una hisenda pròspera, per contra una terra envaïda per pagesos producte de la repartició durant la reforma agrària; l'única cosa que els queda són els records i l'esperança que la seva grandesa torni en algun moment i alimentar-se de l'odi a Lázaro Cárdenas per propiciar aquesta repartició. L'adolescent retrata fidelment a la joventut postrevolucionària dels patrons, obsessionat amb les dones però incapaç de moure un dit per a sortir de la misèria en la qual estan immersos i amb la idea de vendre l'única cosa que tenen per a sortir ell avanci a costa de la seva àvia i mare.
Pansa el temps, mor l'àvia, els diners de la hisenda es redueix cada any, la vídua abandona a l'indolent hereu, qui roman només en una casa ruïnosa plagada de formigues esperant el seu final.

## Repartiment
- Rita Macedo - Inés Alday
- Raquel Olmedo - Josefina
- Isabela Corona - Amarinda Alday
- Miguel Ángel Ferríz - Rosendo Castrejón
- Ana Martín - Rosa
- Agustín Silva - Román
- Paola Jiménez Pons - García
- Eduardo Ocaña - Justino
- J. Antonio de Rubín - Don Claudio
- José Nájera... Apotecari
- Francisco Rabel... sacerdot
- Mario Oropeza... soldat
- José Antonio Estrada - Lencho

## Premis i nominacions
XXI edició dels Premis Ariel (1979)
| Any  | Categoria           | Receptor                | Resultat  |
| ---- | ------------------- | ----------------------- | --------- |
| 1979 | Argument Original   | Rubén Torres            | Guanyador |
| 1979 | Guió Cinematogràfic | Rubén Torres            | Guanyador |
| 1979 | Música de Fons      | Joaquín Gutiérrez Heras | Guanyador |
| 1979 | Coactuació femenina | Ana Martín              | Nominada  |